# 黒田みゆ
黒田 みゆ（くろだ みゆ、1998年12月20日 - ）は、日本テレビのアナウンサー。

## 経歴
兵庫県西宮市出身。三田学園高等学校、関西学院大学社会学部社会学科卒業後、2021年日本テレビにアナウンサーとして入社。同年8月10日放送の情報番組『ZIP!』で初鳴き。
大学時代、セント・フォース関西に所属、itSnapのモデルをしていた。第67代今宮戎福娘代表を務めた経歴を持つ。
2023年4月より朝の情報番組『DayDay.』のアシスタントキャスターに起用されている。

## 人物
- 身長：162cm[1][注 1][7]。
- 左利き（バット、はさみ、お玉、歯ブラシは右手。ギターは右利き用。投げるのは左）[8]。
- 血液型：B型[1]。特技は、絵本の読み聞かせ[1]、テニス[注 2]。趣味は、お笑い鑑賞[1]、歌、食べ歩き、ギター[10]。芸人SAKURAIのネタを使った自己紹介がある[8]。
- 取得資格：漢検2級、英検2級。憧れの人はアナウンサーの斎藤真美[5]、森富美[3]。
- ジム通いで一時期は腹筋が割れかける程だった[11]。
- お笑いが好きで週に1回、漫才劇場に通っていたことがある[6]。

## 出演番組

### 日本テレビアナウンサー

#### テレビ番組
太字は出演中
- スッキリ（2021年8月11日[12]、2022年8月12日[13]・9月16日[14]）
- news zero（2021年9月27日 - 2023年3月29日）月 - 水曜担当カルチャー・お天気キャスター[15]
- 所さんの目がテン!（2022年5月8日[16]・6月26日[17]） - プレゼンター
- 深層NEWS（BS日テレ、2022年10月6日 - 2023年3月23日） - 木曜サブキャスター
- バゲット（2022年10月10日 - 2023年3月20日） - 隔週月曜レギュラー
- ヒルナンデス!（2022年11月11日）
- カズレーザーと学ぶ。（2022年11月15日・2023年1月24日・3月28日）- 進行
- 朝生ワイド す・またん!（読売テレビ、2023年3月31日）- スペシャルゲスト
- DayDay.（2023年4月3日 - ） - MC
- クイズ!あなたは小学5年生より賢いの?（2023年6月2日）グップラSPゲスト
- news every.（2024年1月3日、2025年1月3日） - 年始版キャスター
- 開演まで30秒!THEパニックGP（2024年1月14日・4月1日 - ） - アシスタント
- 日テレNEWS24（不定期）

#### テレビドラマ
- 恋は闇（2025年4月16日 - 6月18日） - 進行 役[18]

#### ラジオ
- 日テレアナ・ザ・ワールド!（ラジオ日本、2021年12月11日）[8]

#### その他の活動
- 始球式 プロ野球セ・リーグ 読売ジャイアンツ×阪神タイガース 3回戦（2023年4月13日、東京ドーム）[19]

### 学生時代

#### その他の活動
- 美学生図鑑（WEB） - 関西学院大学在学中に登場[5]